# NGC 6569
NGC 6569 је збијено звездано јато у сазвежђу Стрелац које се налази на NGC листи објеката дубоког неба.
Деклинација објекта је - 31° 49' 33" а ректасцензија 18h 13m 38,9s. Привидна величина (магнитуда) објекта NGC 6569 износи 8,4. NGC 6569 је још познат и под ознакама GCL 91, ESO 456-SC77.